# Buckelspinnenfresser
Die Buckelspinnenfresser (Ero) bilden eine Gattung innerhalb der Familie der Spinnenfresser (Mimetidae), die wiederum zur Ordnung der Webspinnen zählt. Die Arten der fast weltweit verbreiteten Gattung zeichnen sich vor allem durch ihre für die Familie übliche und markante Ernährungsweise aus: Sie erbeuten ausschließlich andere Spinnen, bevorzugt netzbauende Spinnen.

## Merkmale

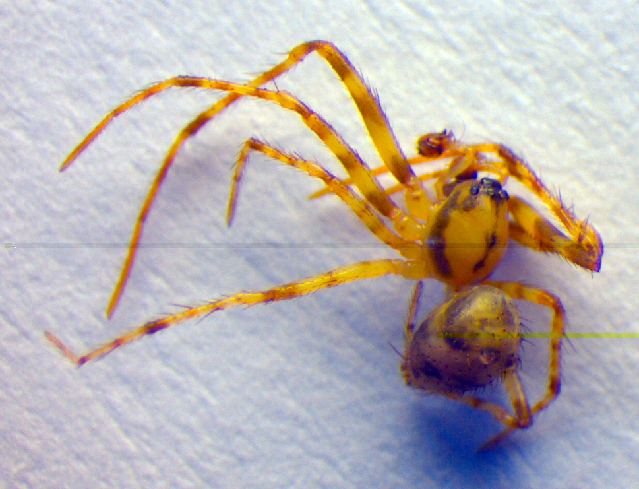
Präpariertes Männchen des Sumpfspinnenfressers (E. cambridgei) in der Zoologischen Staatssammlung München

Bei den Arten der Buckelspinnenfresser handelt es sich wie bei allen Spinnenfressern (Mimetidae) um kleinere Spinnen mit Körperlängen von nur wenigen Millimetern. Ein deutlicher Sexualdimorphismus (Unterschied der Geschlechter) ist anders als bei vielen anderen Spinnen nicht vorhanden.

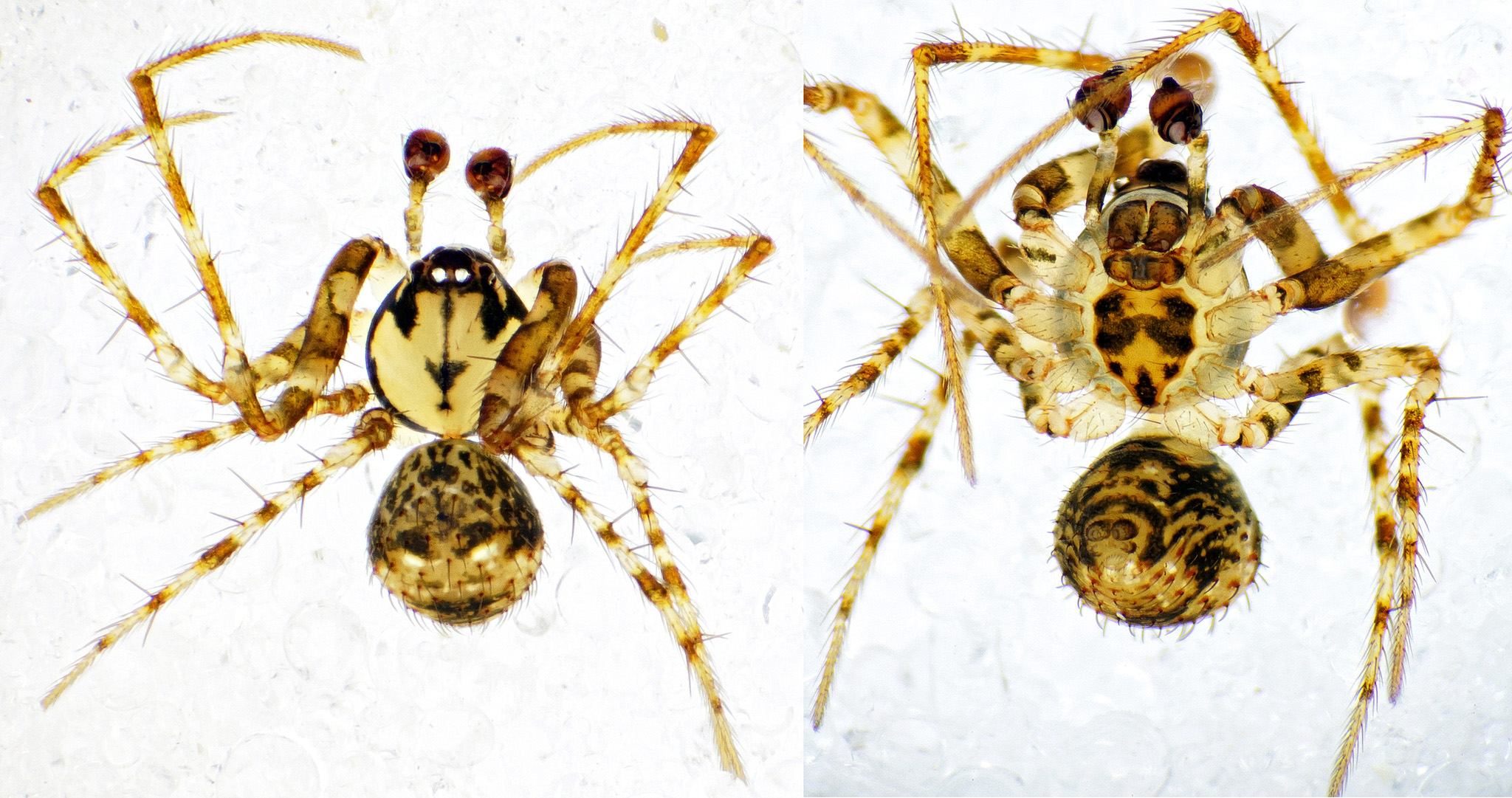
Dorsal- und Ventralansicht eines Männchens des Zweihöcker-Spinnenfressers (E. furcata)

Ein für die Gattung typisches Merkmal ist die kreisförmige Vertiefung in der Mitte des Carapax (Rückenschild des Prosomas, bzw. Vorderkörpers). Außerdem ist der Carapax zentral erhöht. Ein weiteres Merkmal aller Buckelspinnenfresser sind die auffälligen Farbmuster mitsamt der dunklen Berandung des Carapax. Der Clypeus (Abschnitt zwischen dem vorderen Augenpaar und dem Rand des Carapax) verläuft sehr konkav und ist ungefähr so breit wie der Augenbereich. Die Augen der leicht zurückgebogenen oberen Augenreihe sind allesamt gleich groß und der Abstand der medianen (mittleren) Seitenaugen zueinander ist kleiner als der Abstand dieser zu den oberen Seitenaugen. Dorsal (von oben) betrachtet erscheint die untere Augenreihe ebenfalls zurückgebogen, verläuft jedoch eigentlich nahezu linear. Außerdem sind die unteren Mittelaugen geringfügig größer und dunkler als die unteren Seitenaugen und wie bei der oberen Augenreihe näher beieinander als zu den leicht erhöhten Seitenaugen dieser Reihe. Das mediane Augentrapez ist etwas länger als breit, wobei die Weite oben und unten identisch ist. Die Cheliceren (Kieferklauen) verfügen über gratenförmige Stridulationsorgane an der Außenfläche sowie vier bis fünf Zähnen auf der äußeren Reihe. Das Labium (sklerotisierte, bzw. gehärtete Platte zwischen den Laden an der Vorderseite des Sternums) ist eckig und nicht deutlich umrandet sowie etwas über den Mittelpunkt der Laden (umgebildete Coxen der Pedipalpen) hinausreichend. Das Sternum (Brustschild des Prosomas) ist nach hinten hin verjüngt und separiert die Coxen (Hüftglieder) des vierten Beinpaares voneinander.

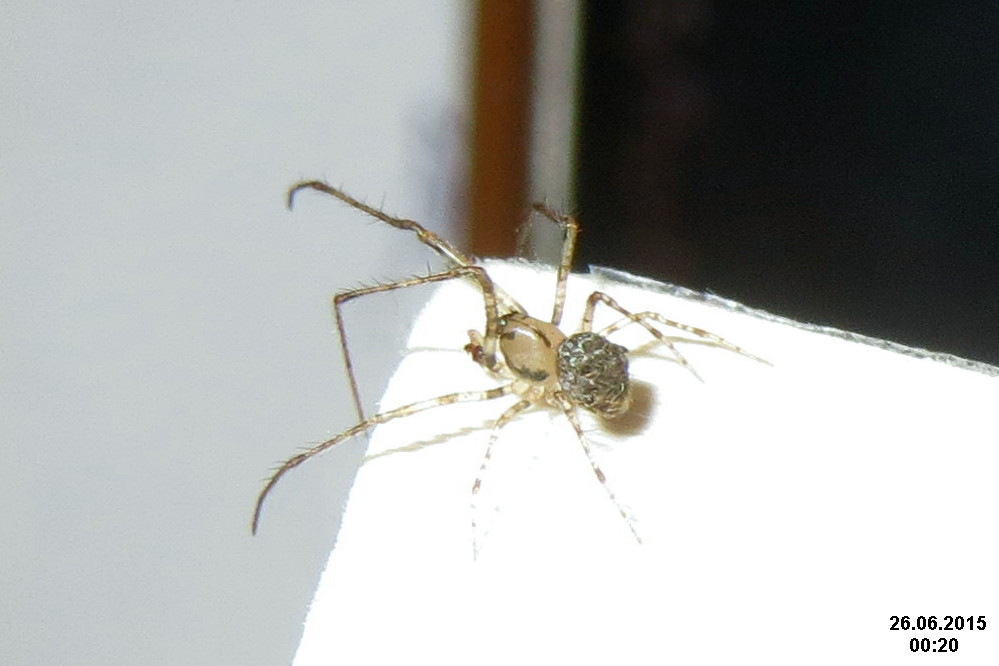
Lateralansicht eines männlichen Buckelspinnenfressers mit den erkennbar unterschiedlich lang ausfallen vorderen und hinteren Beinpaaren

Die Beine der Buckelspinnenfresser sind ziemlich schmal. Die beiden vorderen Beinpaare fallen länger als die beiden hinteren aus. Außerdem sind die Tibien (Schienen) und Metatarsen (Fersenglieder) des ersten Beinpaares leicht gebogen. Diese Glieder besitzen bei diesem Beinpaar je eine Reihe langer, gebogener Stacheln, zwischen denen sich wiederum kürzere, noch stärker gebogene Stacheln befinden. Diese Eigenschaft ist auch bei anderen Gattungen der Spinnenfresser präsent. Außerdem sind die Beine der Buckelspinnenfresser deutlich geringelt.

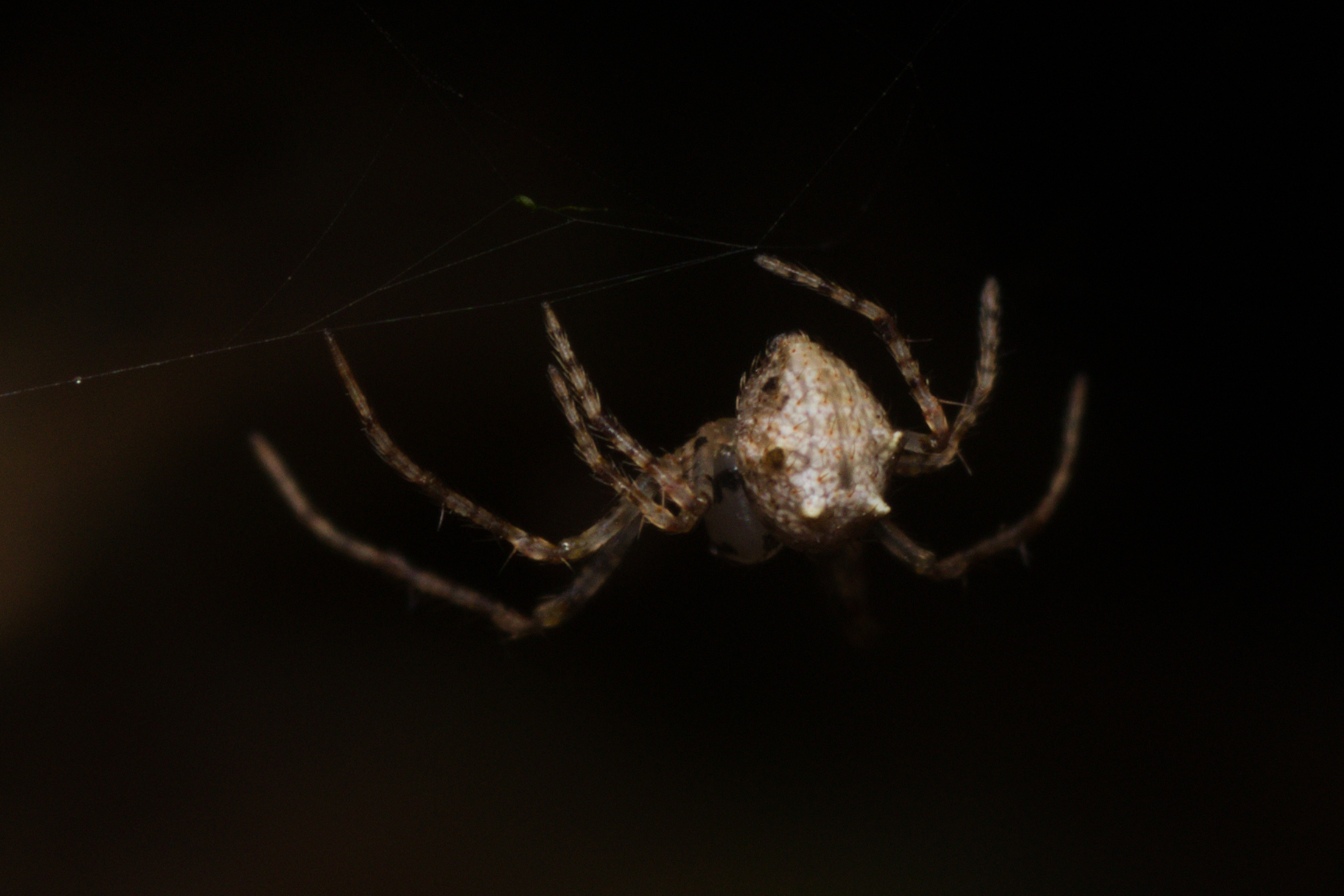
Rückansicht eines weiblichen Buckelspinnenfressers mit den deutlich sichtbaren Höckern

Das Opisthosoma (Hinterleib) erscheint gekrümmt und ist dorsal mit einem oder zwei Tuberkeln (Höckern) versehen, die bei einigen Arten abgeflacht sind, jedoch fast immer ausgeprägt sind. Die Anzahl der Tuberkel beträgt bei den europäischen Buckelspinnenfresser immer zwei oder vier. Ferner ist das Opisthosoma bei der Gattung immer von kurzer und hoch aufgewölbter Erscheinung. Die Spinnwarzen der Buckelspinnenfresser sind konisch geformt und in drei Paaren angelegt. Die Spinnwarzen besitzen einen gut erkennbaren Colulus (funktionsloser Hügel und Rest des einstigen sog. Cribellums).

### Genitalmorphologische Merkmale

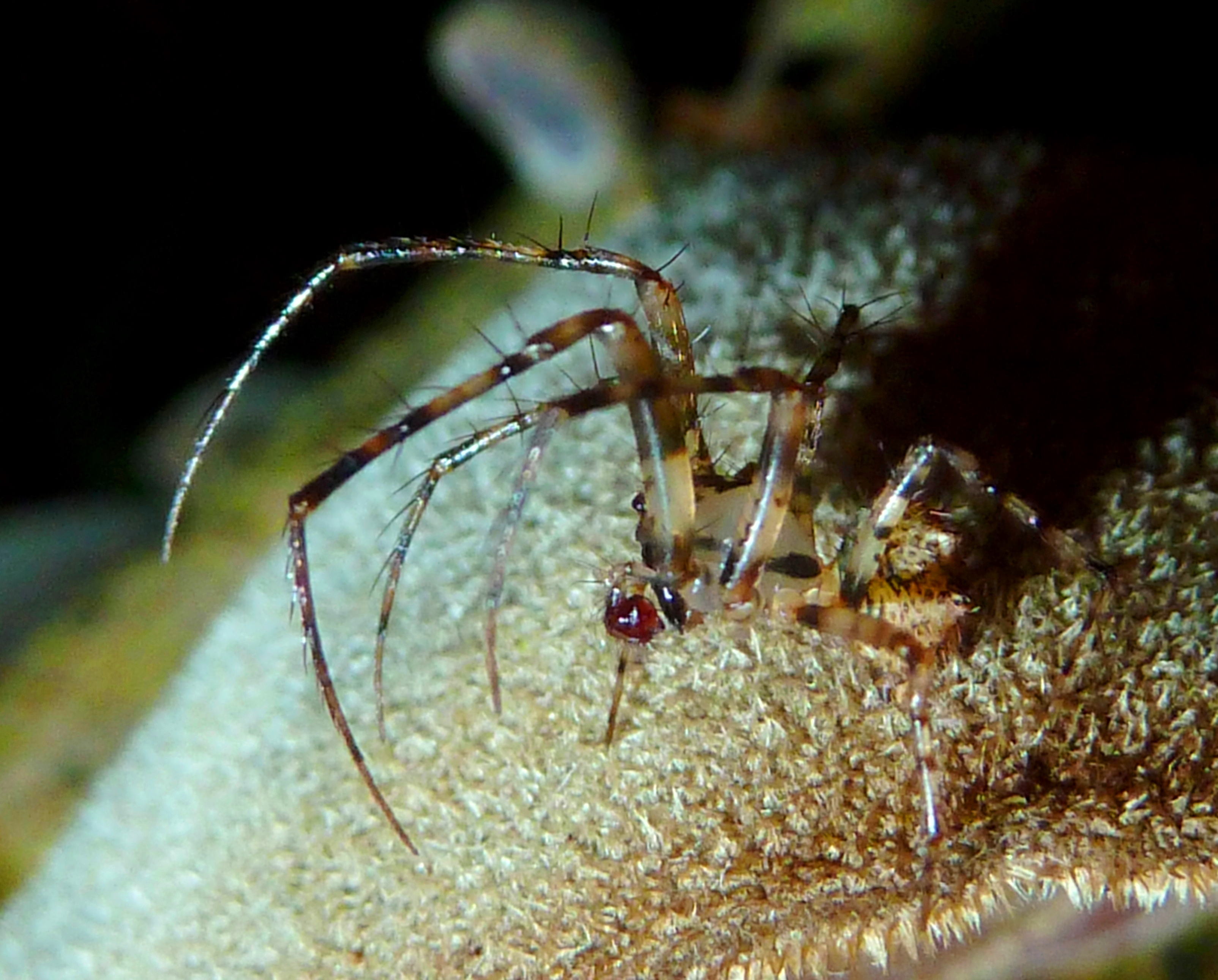
Detailaufnahme eines Männchens von Ero capensis mit den erkennbaren Bulbi

Ein einzelner Bulbus (männliche Geschlechtsorgane) wird bei den Buckelspinnenfressern durch ein Paracymbium (Fortsatz des Cymbiums, dem dritten Sklerit oder Hartteil des Bulbus) mit basalen (an der Basis gelegenen) Apophysen (chitinisierte Fortsätze) sowie mit Protuberanzen (Wulste) charakterisiert.
Die Epigyne (weibliches Geschlechtsorgan) ist bei der Gattung durch eine anterior (vorhergehenden) ausgerichtete Öffnung und durch serpentinartig verlaufende Kopulationskanäle gekennzeichnet.

### Ähnlichkeiten mit der GattungMimetus

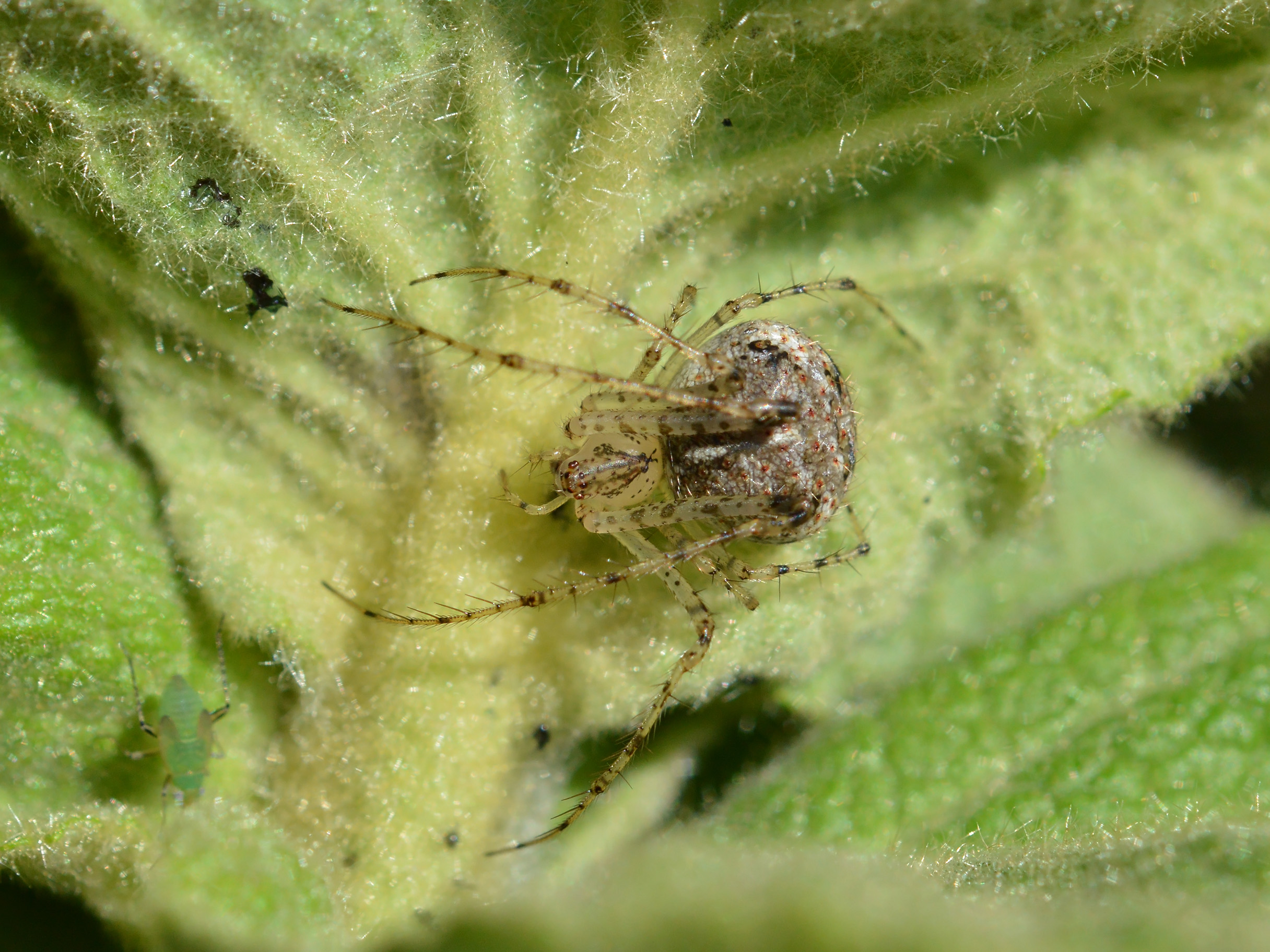
Weibchen von Mimetus laevigatus

Die Buckelspinnenfresser sehen den Arten der Gattung Mimetus, die ebenfalls zur Familie der Spinnenfresser (Mimetidae) zählt, sehr ähnlich. Bei den Vertretern letzterer Gattung ist allerdings lediglich das erste Beinpaar länger als die übrigen. Außerdem ist hier der Clypeus weniger hoch.

## Verbreitung und Lebensräume

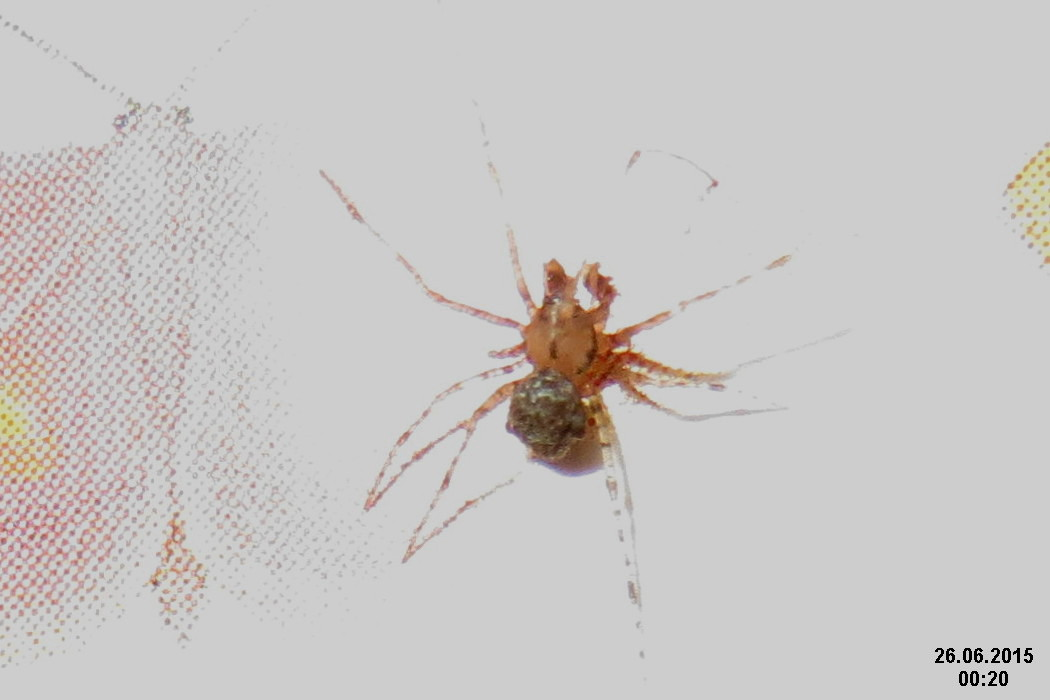
Männlicher Buckelspinnenfresser, gefunden an einer Hauswand in der englischen Stadt Winsor (Grafschaft Berkshire).

Die Gattung der Buckelspinnenfresser ist auf allen Kontinenten mit Ausnahme der Antarktika präsent. Die Habitate (Lebensräume) können je nach Art und auch bei den vier mitteleuropäischen Vertretern der Gattung unterschiedlich ausfallen. Während der Sumpf- (E. cambridgei) und der Zweihöcker-Spinnenfresser (E. furcata) vornehmlich Bäume, Büsche und niedrige Vegetation in verschiedenen Biotopen angetroffen werden können, so zieht etwa der Große Spinnenfresser (E. tuberculata) Heidelandschaften mit Bewuchs aus der Besenheide (Calluna vulgaris) und dem Stechginster (Ulex europaeus) genauso wie Gebäude und Niedermoore vor. Die vierte in Mitteleuropa vorkommende Art, der Vierhöcker-Spinnenfresser (E. aphana) bewohnt flache und niedere Heiden, trockene Gartenlandschaften und Brachen.

## Lebensweise

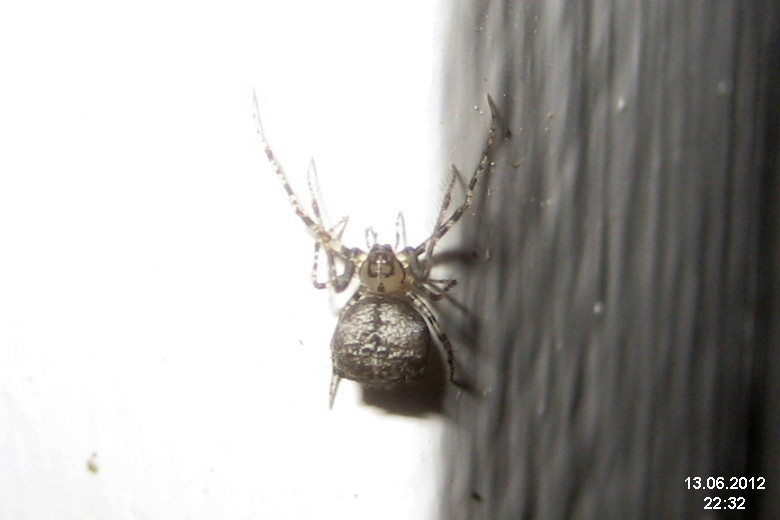
Aktiver weiblicher Buckelspinnenfresser am Abend

Die Buckelspinnenfresser sind vorwiegend nachtaktiv und bewegen sich im Allgemeinen langsam fort. Am Tag sitzen die Tiere oftmals verborgen auf der Unterseite von Blättern oder Zweigen und können dort unbemerkt bleiben. Insbesondere in der Abenddämmerung sind die Spinnen dann aktiv. Die freilaufend und nomadisch lebenden Buckelspinnenfresser legen wie alle Spinnenfresser (Mimetidae) demzufolge kein Spinnennetz an und verwenden auch sonst Spinnfäden lediglich für die Häutung und die Paarung.

### Jagdverhalten und Beutespektrum

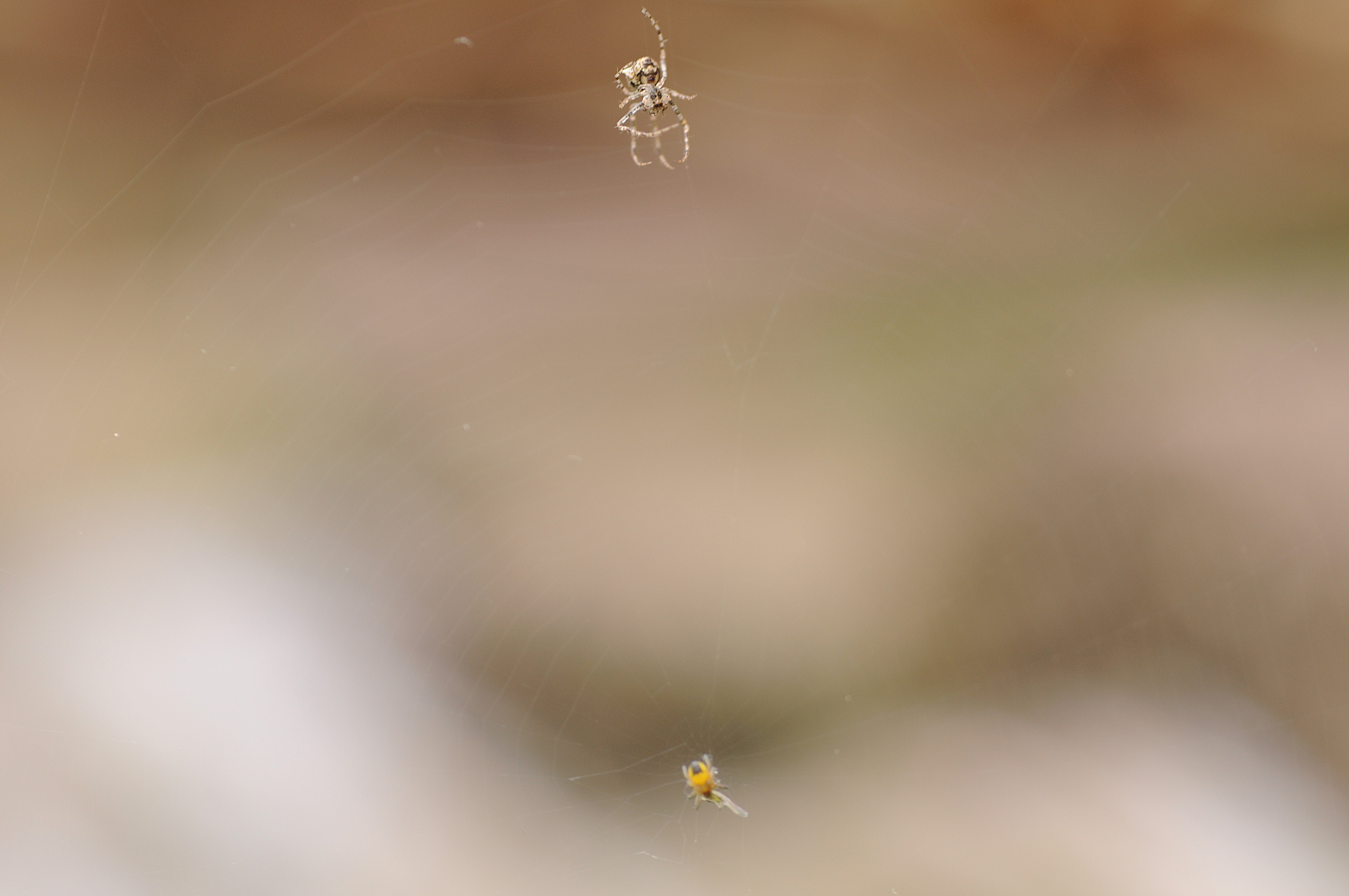
Ein Weibchen des Vierhöcker-Spinnenfressers (E. aphana) im Netz einer jungen Kreuzspinne (Araneus sp.)

Die Buckelspinnenfresser teilen mit anderen Spinnenfressern (Mimetidae) die namensgebende Eigenschaft, sich ausschließlich räuberisch von anderen Spinnen zu ernähren, und zeigen dabei eine deutliche Präferenz von Netzspinnen, darunter insbesondere Kugelspinnen (Theridiidae). An dem Netz einer anderen Spinne angelangt, zupft ein Buckelspinnenfresser an den Fangfäden des Spinnennetzes und täuscht somit ein in das Netz geratenes Beutetier vor, was die Spinne, die das Netz bewohnt, anlocken soll. Gelingt dies und die Netzinhaberin eilt zu dem vermeintlichen Beutetier, so packt der Buckelspinnenfresser die andere Spinne direkt am Bein und injiziert zeitgleich mithilfe der Cheliceren einen Giftbiss. Durch diesen wird die andere Spinne im Regelfall augenblicklich gelähmt und dann von dem Buckelspinnenfresser durch das Bein ausgesogen und somit verzehrt. Das Beutetier ist dabei nicht selten größer als der Jäger selber.

### Lebenszyklus und Phänologie

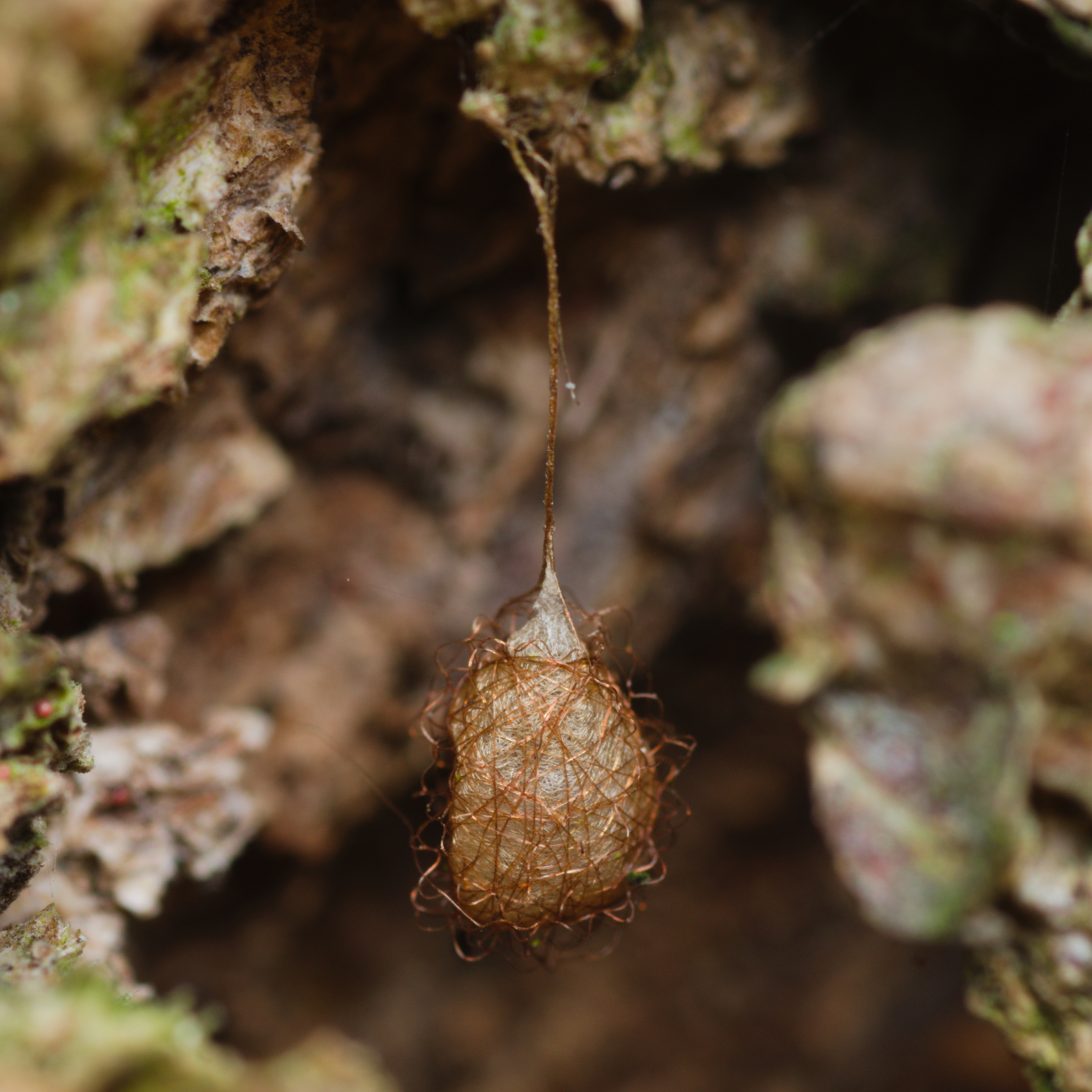
Eikokon eines Buckelspinnenfressers

Der Lebenszyklus der Buckelspinnenfresser ist wie der weiterer Spinnenfresser (Mimetidae) im Wesentlichen unerforscht und wird bei den in den gemäßigten Klimazonen verbreiteten Arten von den Jahreszeiten mitbestimmt. In diesem Falle beläuft sich die Phänologie (Aktivitätszeit) der ausgewachsenen Individuen auf wärmere Jahreszeiten und variiert je nach Art. Innerhalb der Gattung ist der Lebenszyklus des Zweihöcker-Spinnenfressers (E. furcata) am besten erforscht.
Das Paarungsverhalten der Buckelspinnenfresser ist weitestgehend unbekannt. Einige Zeit nach der Paarung fertigt ein begattetes Weibchen im Spätsommer ein für die Gattung charakteristischen Eikokon an, der tropfenförmig erscheint und aus einem bräunlichen, transparenten Hüllgespinst besteht, das von gekräuselten und drahtigen Fäden umgeben ist. Der Kokon selber wird an einem langen, dünnen, aber steifen Fadenstiel mit bis zu einem Zentimeter Abstand unter Vorsprüngen, Blättern oder an Rinde befestigt. Die Kokons, die auffälliger als die Spinnen selber sind, sind demzufolge in Spätsommer häufig vorfindbar und unterscheiden sich hinsichtlich ihrer Erscheinung je nach Art. Beim Sumpfspinnenfresser (E. cambridgei) sowie beim Zweihöcker-Spinnenfresser ist der Kokon eher rundlich geformt, während er beim Großen Spinnenfresser (E. tuberculata) länglich gebaut ist. Ein Eikokon enthält bei den Buckelspinnenfressern große und nicht mehr als zwölf Eier.
Beim Zweihöcker-Spinnenfresser konnte der Schlupf der Jungtiere von im Herbst angelegten Kokons im Folgejahr nach dem Winter dokumentiert werden. Diese werden bei dieser Art im späten Frühjahr ausgewachsen und fertigen ebenfalls eigene Kokons, deren Bewohner wiederum im Sommer, einem Zeitpunkt mit vielen anderen Jungspinnen und somit reichlich vorhandenen Beutetieren schlüpfen.

## Systematik
Die klassische Systematik befasst sich im Bereich der Biologie sowohl mit der taxonomischen (systematischen) Einteilung als auch mit der Biologie und mit der Nomenklatur (Disziplin der wissenschaftlichen Benennung) von Lebewesen. Dies schließt somit auch die Buckelspinnenfresser mit ein. Die Typusart der Gattung ist der Große Spinnenfresser (E. tuberculata).
Der Gattungsname Ero ist ein Nomen aus der lateinischen Sprache und bedeutet übersetzt „Deckelkorb“. Er dürfte auf die Eigenschaften des Kokons, der oben zum Zwecke seiner Öffnung seitens der Jungtiere von innen weniger fest versiegelt ist, zurückzuführen sein.

### Arten
Die Gattung der Buckelspinnenfresser umfasst 41 Arten, von denen jedoch keine über Unterarten verfügt. Die Arten und ihre geographischen Verbreitungen sind:
- Vierhöcker-Spinnenfresser (E. aphana) (Walckenaer, 1802) — Palearctic (St. Helena, Queensland, Western Australia, introduced)
- E. cachinnans Brignoli, 1978 — Bhutan
- Sumpfspinnenfresser (E. cambridgei) Kulczyński, 1911 — Paläarktis
- E. canala Wang, 1990 — China
- E. canionis Chamberlin & Ivie, 1935 — Vereinigte Staaten
- E. capensis Simon, 1895 — Südafrika
- E. catharinae Keyserling, 1886 — Brasilien
- E. comorensis Emerit, 1996 — Komoren, Seychellen
- E. eburnea Thaler, 2004 — Elfenbeinküste
- E. felix Thaler & van Harten, 2004 — Jemen
- E. flammeola Simon, 1881 — Portugal bis Korfu, Kanarische Inseln
- Zweihöcker-Spinnenfresser (E. furcata) (Villers, 1789) — Paälarktis
- E. furuncula Simon, 1909 — Vietnam
- E. galea Wang, 1990 — China
- E. ganglia Yin & Bao, 2012 — China
- E. gemelosi Baert & Maelfait, 1984 — Galapagosinseln
- E. goeldii Keyserling, 1891 — Brasilien
- E. gracilis Keyserling, 1891 — Brasilien
- E. humilithorax Keyserling, 1886 — Brasilien
- E. japonica Bösenberg & Strand, 1906 — Russland, China, Korea, Japan
- E. jiafui Yin & Bao, 2012 — China
- E. juhuaensis Xu, Wang & Wang, 1987 — China
- E. kompirensis Strand, 1918 — Japan
- E. koreana Paik, 1967 - Ukraine, Russland (Europäischer bis fernöstlicher Teil), Kasachstan, Mongolei, China, Korea, Japan
- E. laeta Barrientos, 2017 — Portugal, Spanien
- E. lata Keyserling, 1891 — Brasilien
- E. lawrencei Unzicker, 1966 — Südafrika
- E. leonina (Hentz, 1850) — Vereinigte Staaten
- E. lodingi Archer, 1941 — Vereinigte Staaten
- E. lokobeana Emerit, 1996 — Madagaskar
- E. madagascariensis Emerit, 1996 — Madagaskar
- E. melanostoma Mello-Leitão, 1929 — Brasilien
- E. pensacolae Ivie & Barrows, 1935 — Vereinigte Staaten
- E. quadrituberculata Kulczynski, 1905 — Madeira
- E. salittana Barrion & Litsinger, 1995 — Philippinen
- E. septemspinosa Lissner, 2016 - Spanien (Mallorca)
- E. spinifrons Mello-Leitão, 1929 — Brasilien
- E. spinipes (Nicolet, 1849) — Chile, Argentinien
- E. tenebrosa Lissner, 2018 — Kanarische Inseln
- Großer Spinnenfresser (E. tuberculata) (De Geer, 1778) — Paläarktis
- E. valida Keyserling, 1891 — Brasilien

#### Transferierte Arten
Folgende zwei Arten galten einst als zu den Buckelspinnenfressern zugehörig, wurden jedoch mittlerweile transferiert. Die Arten sind:
- E. foliata L. Koch, 1878 = Chrysso foliata
- E. tasmaniensis Hickman, 1928 = Australomimetus tasmaniensis

#### Synonymisierte Arten
Sechs einstige Arten, die zuletzt zu den Buckelspinnenfressern gezählt haben, wurden mit anderen Arten der Gattung synonymisiert und verloren somit ihren Artstatus. Diese einstigen Arten und die, mit denen sie synonymisiert worden, sind:
- E. aurantiaca Simon, 1932 = Großer Spinnenfresser (E. tuberculata), synonymisiert unter Canard, 1982.
- E. inopinabilis (Ponomarev, 2008) = E. koreana, synonymisiert unter Lissner, 2018.
- E. ligurica Kulczyński, 1905 = E. flammeola, synonymisiert unter Thaler, van Harten & Knoflach, 2004.
- E. ligurica lusitanica Kulczyński, 1911 = E. flammeola, synonymisiert unter Machado, 1941.
- E. luzonensis Barrion & Litsinger, 1995 = Vierhöcker-Spinnenfresser (E. aphana), synonymisiert unter Harms & Harvey, 2009.
- E. nicoleti Simon, 1904 = E. spinipes, synonymisiert unter Platnick & Shadab, 1993.

#### Nie anerkannte Arten
Zwei Arten der Buckelspinnenfressern erfüllten bei ihren Erstbeschreibungen nicht die Voraussetzungen für einen Artstatus und gilt als Nomen nudum. Die Arten sind:
- E. andringitrae Emerit, 1980
- E. mongolicus (Zhang & Wang, 2017)

### Innere Systematik
Die morphologische und phylogenetische Stellungen der zur Familie der Spinnenfresser (Mimetodae) zugehörigen Taxa zueinander und somit auch der Buckelspinnenfresser wurden 2020 von Ligia Rosario Benavides Silva und Gustavo Hormiga untersucht, was anhand von DNA-Sequenzierungen ermöglicht wurde. Folgendes Kladogramm verdeutlicht die innersystematische Stellung der Buckelspinnenfresser zu den anderen Gattungen sowie zur monotypischen Art Ermetus inopinabilis innerhalb der Familie:
|  | Ermetus inopinabilis |
|  |                      |
|  | Buckelspinnenfresser |
|  |                      |

|  | Mimetus                                                    |
|  |                                                            |
|  | \| \| Anansi \| \| \| \| \| \| Australomimetus \| \| \| \| |
|  |                                                            |
|  | Anansi                                                     |
|  |                                                            |
|  | Australomimetus                                            |
|  |                                                            |

|  | Anansi          |
|  |                 |
|  | Australomimetus |
|  |                 |

|  | Ermetus inopinabilis |
|  |                      |
|  | Buckelspinnenfresser |
|  |                      |

|  | Mimetus                                                    |
|  |                                                            |
|  | \| \| Anansi \| \| \| \| \| \| Australomimetus \| \| \| \| |
|  |                                                            |
|  | Anansi                                                     |
|  |                                                            |
|  | Australomimetus                                            |
|  |                                                            |

|  | Anansi          |
|  |                 |
|  | Australomimetus |
|  |                 |